# Паїк Володимир Іванович
Володимир Іванович Паїк (англ. Volodymyr Païk, Volodymyr Paik; нар. 14 квітня 1914, село Стара Сіль (хутір Папрочизна), тепер Старосамбірський район Львівська область) — канадський історик українського походження.

## Життєпис
Батько — Іван Паїк. Мати — Ганна Дубас.
Після закінчення школи вступив до Інституту радянської торгівлі у Львові на товарознавчий факультет за спеціалізацією економічна географія. Навчався у професора Ю. Чижевського. Інститут закінчив навесні 1941 року.
Восени став співзасновником і вчителем торговельної школи у Самборі.
Одружився з Марією Марчук з Самбора. У 1944 році виїхав у с. Туринське на Лемківщині, згодом на Закарпаття. Після цього опинився у таборі для переміщених осіб «Штрасгоф» поблизу Відня. Подружжя було призначене на роботу в лабораторію цукрової фабрики. Далі, тікаючи від Червоної Армії, яка наближалася, Паїки потрапили у Баварію, там і залишилися у таборі для депортованих. Там Володимир виконував функцію культосвітнього референта, був директором торговельних курсів для численної молоді, яка опинилася в еміграції.
У своїх спогадах, написала племінниця Володимира Паїка, Лідія Головацька зі Старої Солі, вона згадує, що навесні 1947 року Володимир з дружиною Марією опинилися у великому таборі біженців, де утримувалося близько 7000 біженців. Там він організував Українську Торговельну гімназію, сам був директором і викладачем упродовж 1947—1948 років. У липні 1948 року подружжя переїхало до Галіфаксу в Канаді, а через деякий час переселилося до Едмонтону.
Крім громадсько-політичної праці, почав трудитися на курсах українознавства імені І. Франка в 1969 році, викладав географію України, виховання і світогляд, а під кінець — історію України аж до 1988 року.

## Праці
Володимир Паїк у 1972 році написав підручник «Виховання і світогляд», який високо оцінений Києво-Могилянською Академією у 1995 році. Підручник вийшов друком у 1975 році в Бельгії.
Новий підручник «Економічної географії України» він написав у 1972 році, а згодом описову географію України «Пісня про Україну» і почав працювати понад 20 років над атласом «Україна у минулому і сьогодні», який видано у 1997 році і перевидано у 1999 році.
Перебуваючи за кордоном, у 1982 році почав писати книгу «Корінь нескореної України». Цю працю закінчив у 1990 році та згодом вийшла друком у видавництві «Червона калина» у Львові накладом 15 000 примірників. Книгу було роздано у вищі навчальні заклади, бібліотеки, членам УПА та ОУН, старшинам Української Армії та Національної гвардії. Вона отримала високу оцінку як науково-популярна праця в Україні й в еміграції.

## Книги, видані в Україні
- Паїк В. Корінь безсмертної України і українського народу / Упорядкував В. Паїк; Редактор Ігор Ходак. — Львів: Червона калина, 1995. — 237 c. — (Наукові скрипти. Ч. 2). — ISBN 5-7707-0708-9.
- Паїк В. Україна в минулому й сьогодні: (Історичні й географічні карти) / В. І. Паїк . — 2-е вид . — Львів: Наукове т-во ім. Шевченка, 1999 . — 28 с.: 38 л. карт.

## Відзнаки
За всі свої праці і за громадсько-політичну роботу Володимир Паїк нагороджений найвищою відзнакою СУМ — четвертим ступенем виховника у 1990 році, а від Конґресу Українців Канади — золотою Шевченківською медаллю.
У 1999 році удостоєний нагороди «Hetman Award».